# Microgadus
Microgadus è un genere di pesci ossei marini appartenente alla famiglia Gadidae.

## Distribuzione e habitat
Le due specie sono diffuse l'una nell'Oceano Pacifico nordorientale e l'altra nell'Oceano Atlantico di nordovest.

## Specie
- Microgadus proximus
- Microgadus tomcod[1]